# Transparency International
Transparency International (TI) este o organizație neguvernamentală care are ca prim scop prevenirea și combaterea fenomenului corupției la nivel internațional, prin activități de cercetare, documentare, informare, educare și sensibilizare a opiniei publice.

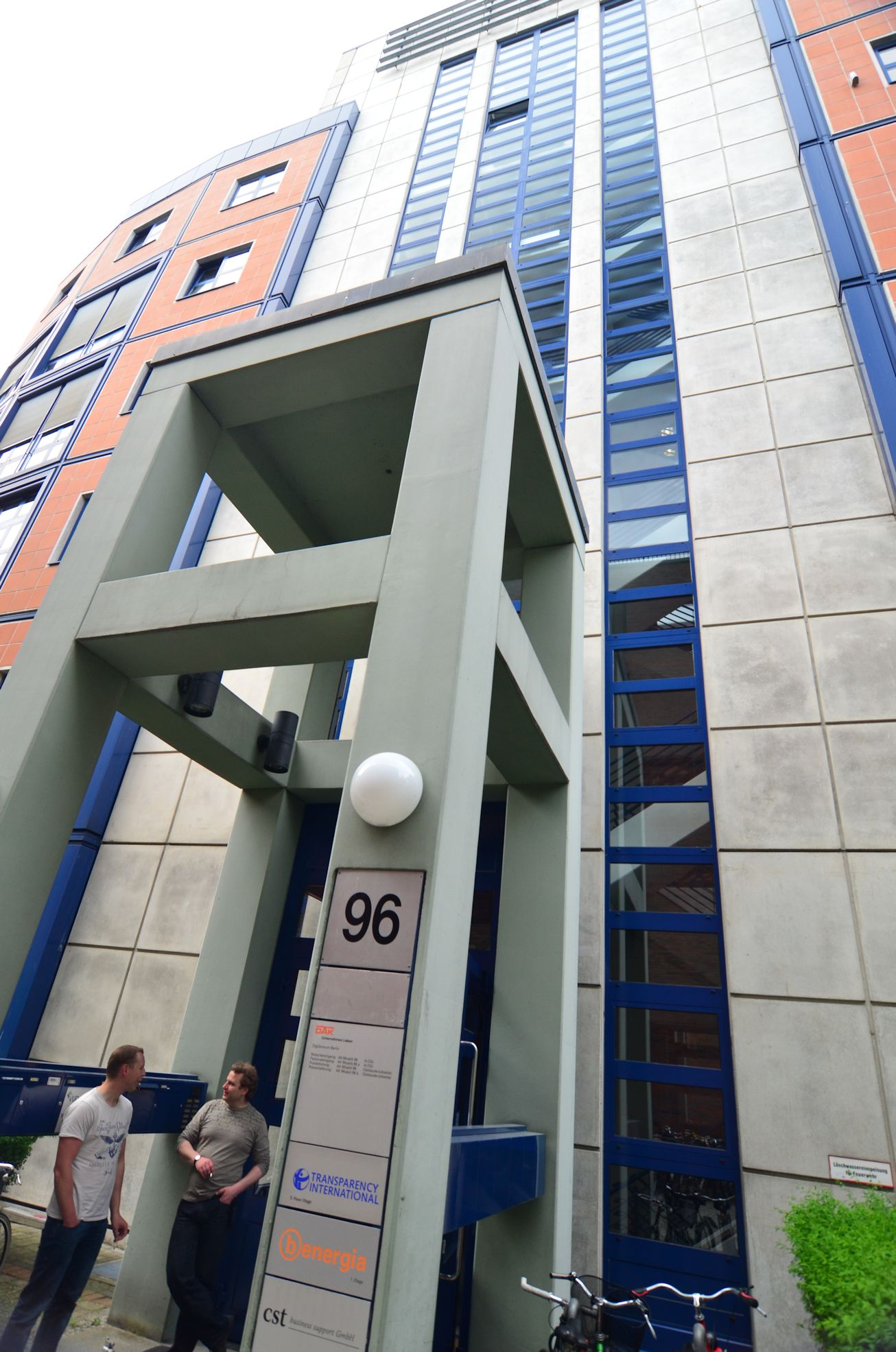
Sediul Transparency International din Berlin

Fondată inițial în Germania în mai 1993 ca organizație not-profit, Transparency International este în prezent o organizație neguvernamentală internațională. Ea monitorizează și publică anual Barometrul Global al Corupției și Indicele de percepție a corupției, niște liste comparative a nivelului corupției la nivel mondial. Sediul organizației este în  Berlin, Germania.
Transparency International constă din filiale – organizații independente, fondate local – care se concentrează pe corupția din țările respective. În România o asemenea organizație este Transparency International Romania.

## Rolul organizației

### General
Transparency International afirmă:
Transparency International este organizația globală a societății civile care conduce lupta împotriva corupției. Adună oamenii într-o coaliție puternică la nivel mondial pentru a pune capăt impactului devastator al corupției asupra bărbaților, femeilor și copiilor din întreaga lume. Misiunea TI este de a crea schimbarea către o lume fără corupție.
Organizația definește corupția drept abuzul puterii încredințate pentru câștigul privat, care în cele din urmă dăunează tuturor celor care depind de integritatea oamenilor aflați într-o poziție de autoritate.

### Indicele de percepție a corupției
Indicele de percepție a corupției (Corruption Perceptions Index) clasifică țările și teritoriile în funcție de gradul de percepție a sectorului public corupt. Este combinație de sondaje, care se bazează pe datele legate de corupție colectate de o mai multe instituții de renume. IPC reflectă opiniile observatorilor din întreaga lume.
IPC a fost criticat de-a lungul anilor. Principala cauză provine din dificultatea de a măsura corupția, care, prin definiție, se întâmplă în spatele scenei. Indicele de percepție a corupției trebuie, prin urmare, să se bazeze pe o anchetă a unei terțe părți, care a fost criticată ca fiind potențial nesigură. Datele pot varia în funcție de percepția publică a unei țări, de caracterul complet al anchetelor și de metodologia utilizată.Cea de-a doua problemă este că datele nu pot fi comparate de la an la an, deoarece Transparency International folosește metodologii și eșantioane diferite în fiecare an. Acest lucru face dificilă evaluarea rezultatelor noilor politici. Autorii au răspuns acestor critici, reamintind că Indicele percepției corupției este destinat să măsoare percepția și nu „realitatea”. Ei susțin că „percepțiile au un rol în sine, deoarece ... firmele și indivizii acționează, iau măsuri bazate pe percepții.”

## Organizare
Transparency International este formată din organizații independente stabilite pe plan local,care abordează probleme de corupție care diferă de la o țară la alta.Întrucât filialele sunt echipate cu experți locali, ei sunt în mod ideal plasați pentru a determina prioritățile și abordările cele mai potrivite pentru combaterea corupției în țările lor. Această activitate variază de la vizitarea comunităților rurale pentru a oferi sprijin legal gratuit pentru consilierea guvernului lor în ceea ce privește reforma politicii.
Potrivit raportului anual pentru 2012, organizația este finanțată de guvernele occidentale (cu aproape 5 milioane de euro din partea guvernului britanic) și câteva companii multinaționale, inclusiv companiile petroliere ExxonMobil și Shell, fondurile de investiții Kohlberg Kravis Roberts&Co și Wermuth Asset Management, Deloitte și Ernst & Young.

### Consiliu consultativ
Consiliul consultativ reprezintă o structură importantă în conducerea organizației. Consiliul consultativ este format dintr-un grup de persoane cu experiență vastă în domeniile activității Transparency International. Consiliul este numit de către Board-ul de directori, care susține activitatea organizației în ansamblu.

## Istorie
Transparency International a fost înființată în mai 1993. Potrivit politologului Ellen Gutterman, „prezența TI în Germania și, într-adevăr, dezvoltarea sa organizațională și creșterea de la o mică organizație la un ONG internațional proeminent au beneficiat de activitățile și conexiunile personale și de elită ale a cel puțin trei persoane germane cheie: Peter Eigen, Hansjoerg Elshorst și Michael Wiehen”.
Peter Eigen, fost director regional al Băncii Mondiale, este recunoscut ca fondator, alături de alții. Michael Wiehen a fost reprezentant oficial al Băncii Mondiale la Washington, D.C. Hansjörg Elshorst a fost directorul general al Deutsche Gesellschaft für Technische Zusammenarbeit (GTZ) (Agenția germană pentru cooperare tehnică). Alți membri ai consiliului fondator au fost: John Githongo (fost secretar permanent pentru etică și guvernare în biroul președintelui, Kenya), Avocatul Fritz Heimann de la General Electric, Michael J. Hershman de la unitatea americană de informații militare (acum președinte al Fairfax Group), Kamal Hossain (fost ministru al afacerilor externe din Bangladesh), Dolores L. Español (fostul președinte al Tribunalului regional din Filipine, George Moody Stuart (industriaș de zahăr), Gerald Parfitt (Coopers & Lybrand, apoi PricewaterhouseCoopers în Ucraina), Jeremy Pope (activist și scriitor în Noua Zeelandă) și Frank Vogl, un înalt oficial al Băncii Mondiale și șef al companiei Vogl Communications, Inc.,
Peter Eigen, fost director regional al Băncii Mondiale, este recunoscut ca fondator, alături de alții. Michael Wiehen a fost reprezentant oficial al Băncii Mondiale la Washington, D.C. Hansjörg Elshorst a fost directorul general al Deutsche Gesellschaft für Technische Zusammenarbeit (GTZ) (Agenția germană pentru cooperare tehnică). Alți membri ai consiliului fondator au fost: John Githongo (fost secretar permanent pentru etică și guvernare în biroul președintelui, Kenya), Avocatul Fritz Heimann de la General Electric, Michael J. Hershman de la unitatea americană de informații militare (acum președinte al Fairfax Group), Kamal Hossain (fost ministru al afacerilor externe din Bangladesh), Dolores L. Español (fostul președinte al Tribunalului regional din Filipine, George Moody Stuart (industriaș de zahăr), Gerald Parfitt (Coopers & Lybrand, apoi PricewaterhouseCoopers în Ucraina), Jeremy Pope (activist și scriitor în Noua Zeelandă) și Frank Vogl, un înalt oficial al Băncii Mondiale și șef al companiei Vogl Communications, Inc.,care a oferit consultanță liderilor de finanțe internaționale.

## Proiecte pilot
Transparency International dezvoltă proiecte orientate în lupta globală împotriva corupției. Unele dintre proiectele cheie includ:
- Barometrul Global al Corupției, sondaj care întreabă cetățenii despre experiența personală directă cu acte de corupției în viața de zi cu zi.[18]
- Raportul Global asupra Corupției, selectează un subiecte specifice și oferă cercetări ample.[19]
- Evaluări ale sistemelor naționale de integritate, concepute pentru a oferi analize detaliate a mecanismelor unei țări în combaterea corupției.[20]

## Scandaluri interne
În ianuarie 2017, Secretariatul TI a confirmat că, pe 10 ianuarie 2017, Consiliul Internațional de Administrație a decis să priveze pe partenerul american, Transparency International USA, de acreditarea sa în calitate de conducător național în Statele Unite. Transparency International USA s-a alăturat sucursalelor neautorizate, inclusiv Transparency Croatia. Baza aprobată pentru dezacreditare a fost recunoașterea diferențelor filozofiei, strategiilor și priorităților dintre conducera anterioară și Mișcarea Internațională Transparency International. Transparency International USA este privită în Statele Unite ca un grup corporativ, finanțat de corporații multinaționale - aceleași companii multinaționale, care corup sistemul politic din SUA. Bugetul TI SUA a fost acordat de Bechtel, Deloitte, Google, Pfizer (50.000 USD sau mai mult), Citigroup, ExxonMobil, Fluor, General Electric, Lockheed Martin, Marsh & McLennan, PepsiCo, PricewaterhouseCoopers, Raytheon, Realogy, Tyco International Ltd {25,000 - 49,999 USD) și Freeport-McMoRan și Johnson & Johnson (până la 24,999 USD). TI SUA a acordat anterior un premiu anual corporativ pentru unul dintre principalii săi sponsori corporativi.În 2016, acest premiu a fost acordat companiei Bechtel.

## Controverse
Potrivit ziarului Le Monde: „În principalele sale sondaje, Transparency International nu măsoară greutatea corupției din punct de vedere economic pentru fiecare țară. Acesta dezvoltă Indicele de percepție a corupției (IPC) pe baza sondajelor realizate de structuri private sau alte ONG-uri: The Economist Intelligence Unit, susținut de ziarul liberal britanic The Economist, organizația neoconservatoare americană Freedom House, World Economic Forum sau mari corporații. (...) IPC ignoră cazurile de corupție care privesc lumea afacerilor. Așadar, prăbușirea [Lehman Brothers] (2008) sau manipularea ratei de referință a pieței monetare (LIBOR) de către băncile britanice majore dezvăluite în 2011 nu au afectat ratingurile Statelor Unite sau ale Regatului Unit.” De asemenea, organizația primește finanțare de la companii care sunt ele însele condamnate pentru infracțiuni de corupție.

### Finanțare de la Siemens, 2014
În ianuarie 2015, a fost raportat că Transparency International a acceptat 3 milioane de dolari de la cel mai mare conglomerat european de companii din domeniul ingineriei Siemens, care în 2008 a plătit una dintre cele mai mari amenzi de corupție corporativă din istorie - 1,6 miliarde de dolari - pentru mituirea oficialilor guvernamentali din numeroase țări. În 2014, compania Siemens a făcut donație către Transparency International după ce s-a declarat vinovată în 2008 pentru acuzații de luare de mită în legătură cu practicile corupte răspândite în Grecia, Norvegia, Irak, Vietnam, Italia, Israel, Argentina, Venezuela, China și Rusia. Transparency International a solicitat și a primit finanțare de la Siemens, chiar dacă procedurile de diligență corespunzătoare ale organizației interzic organizația să accepte bani de la corporații care doresc să-și „spele” reputația prin donații de bani.